# 台北市博愛警備管制区

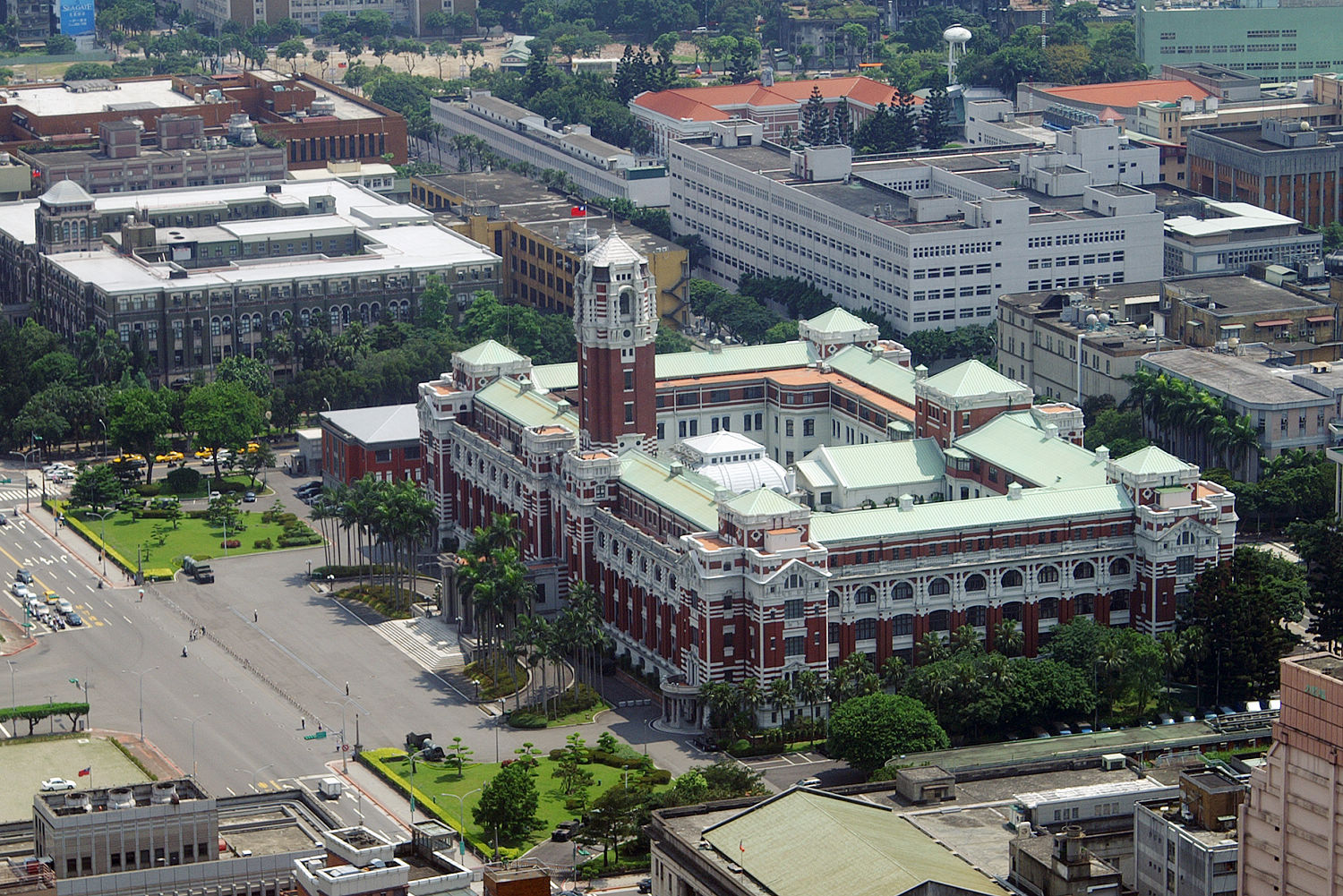
台北市博愛警備管制区

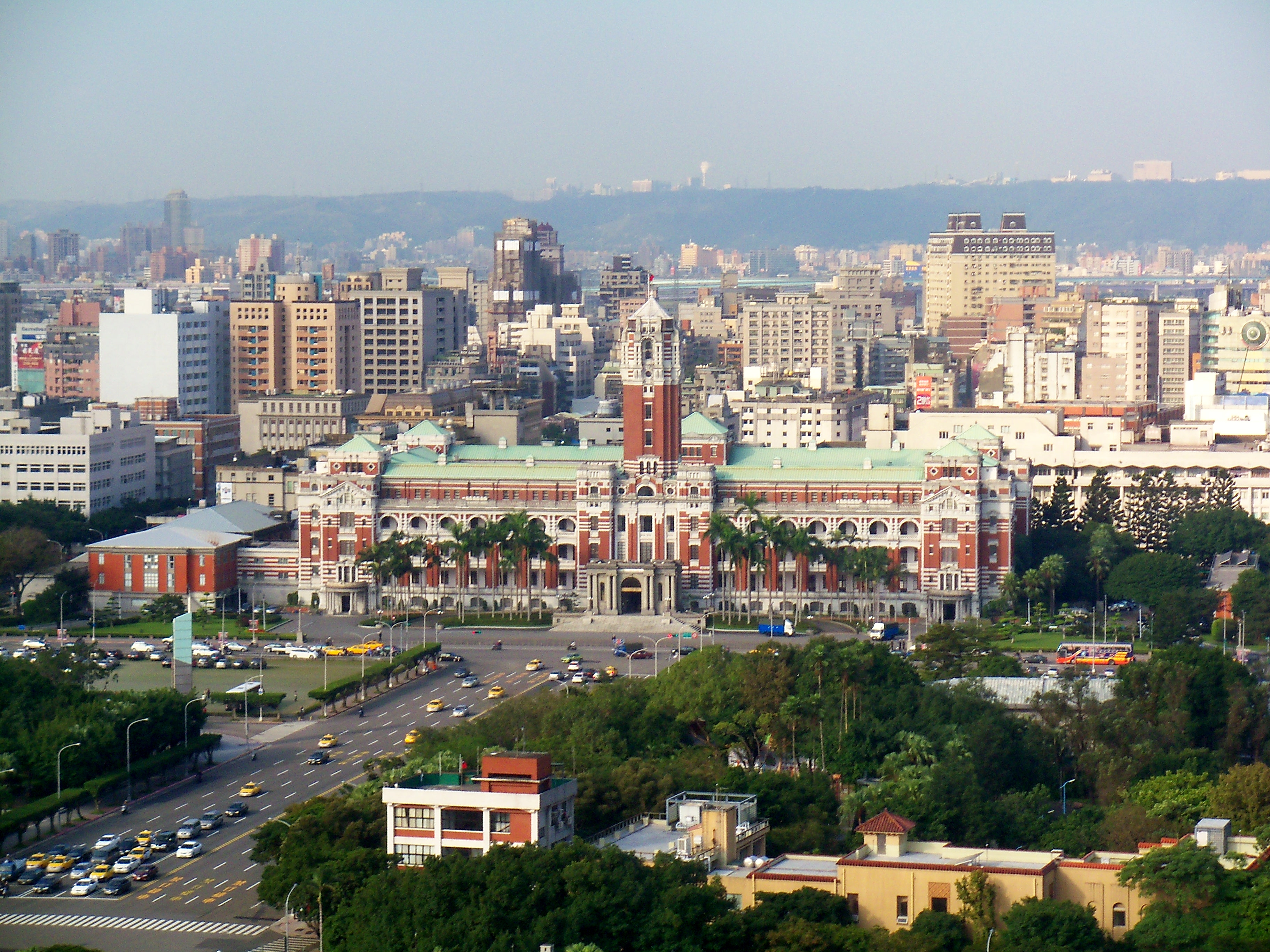
総統府と府前の凱達格蘭大道

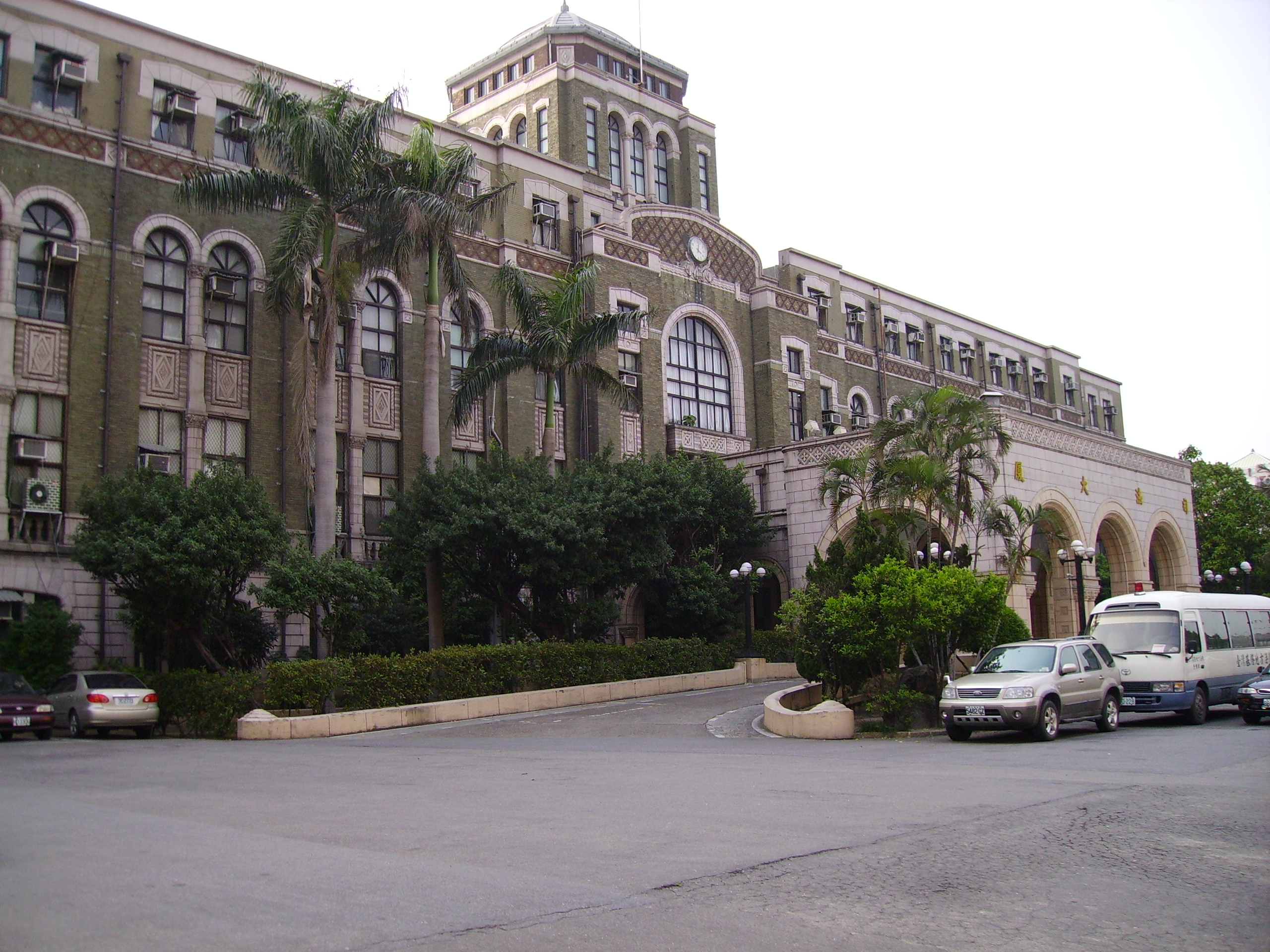
司法院

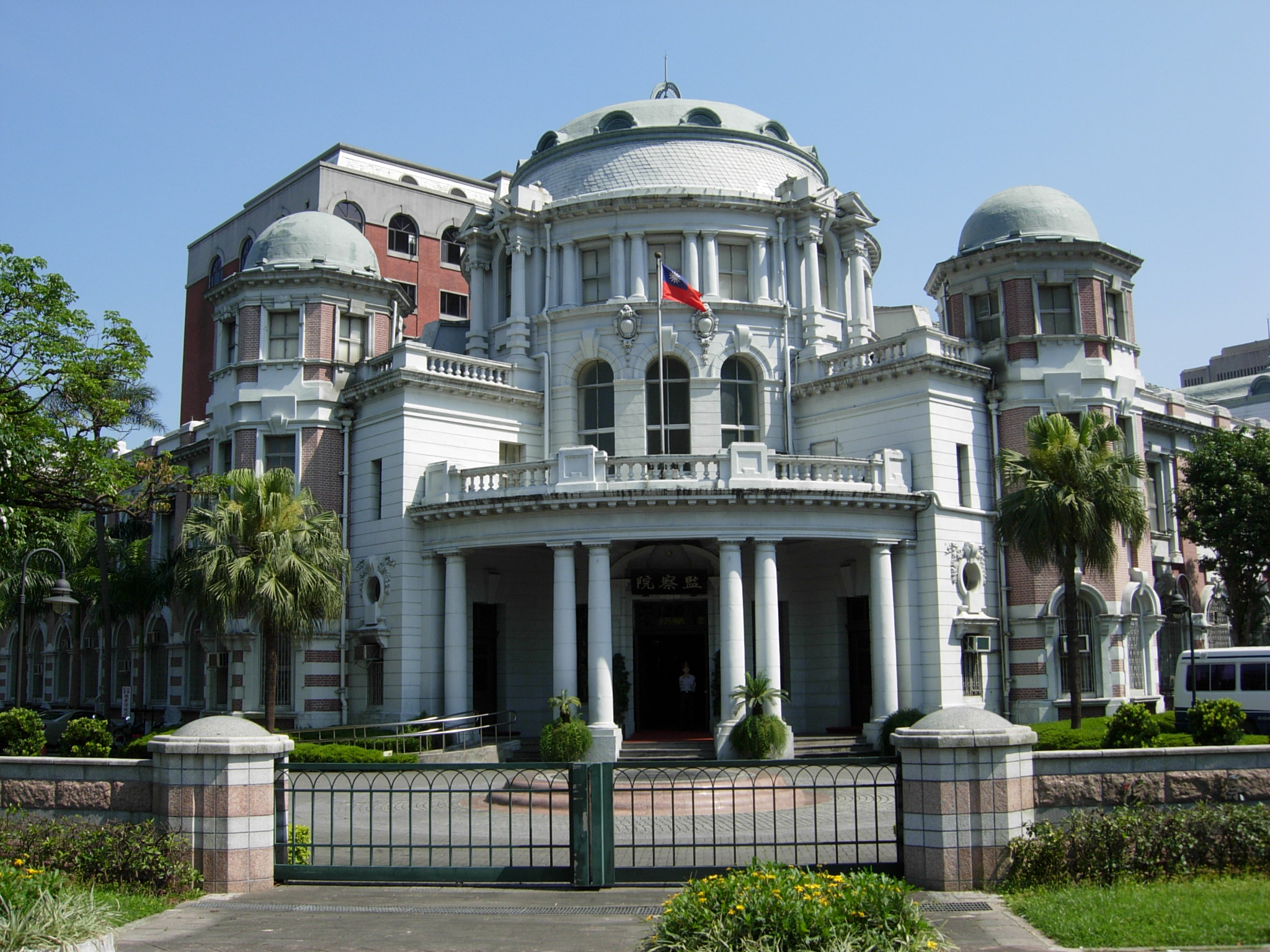
監察院

台北市博愛警備管制区（たいぺいしはくあいけいびかんせいく）は通称博愛特区と称される中華民国（台湾）台北市中正区の総統府を中心にした地域の名称である。総統府以外に国防部等の中央政府の官庁が集中しており、上空の飛行には特別の許可が必要な地域である。

## 概要

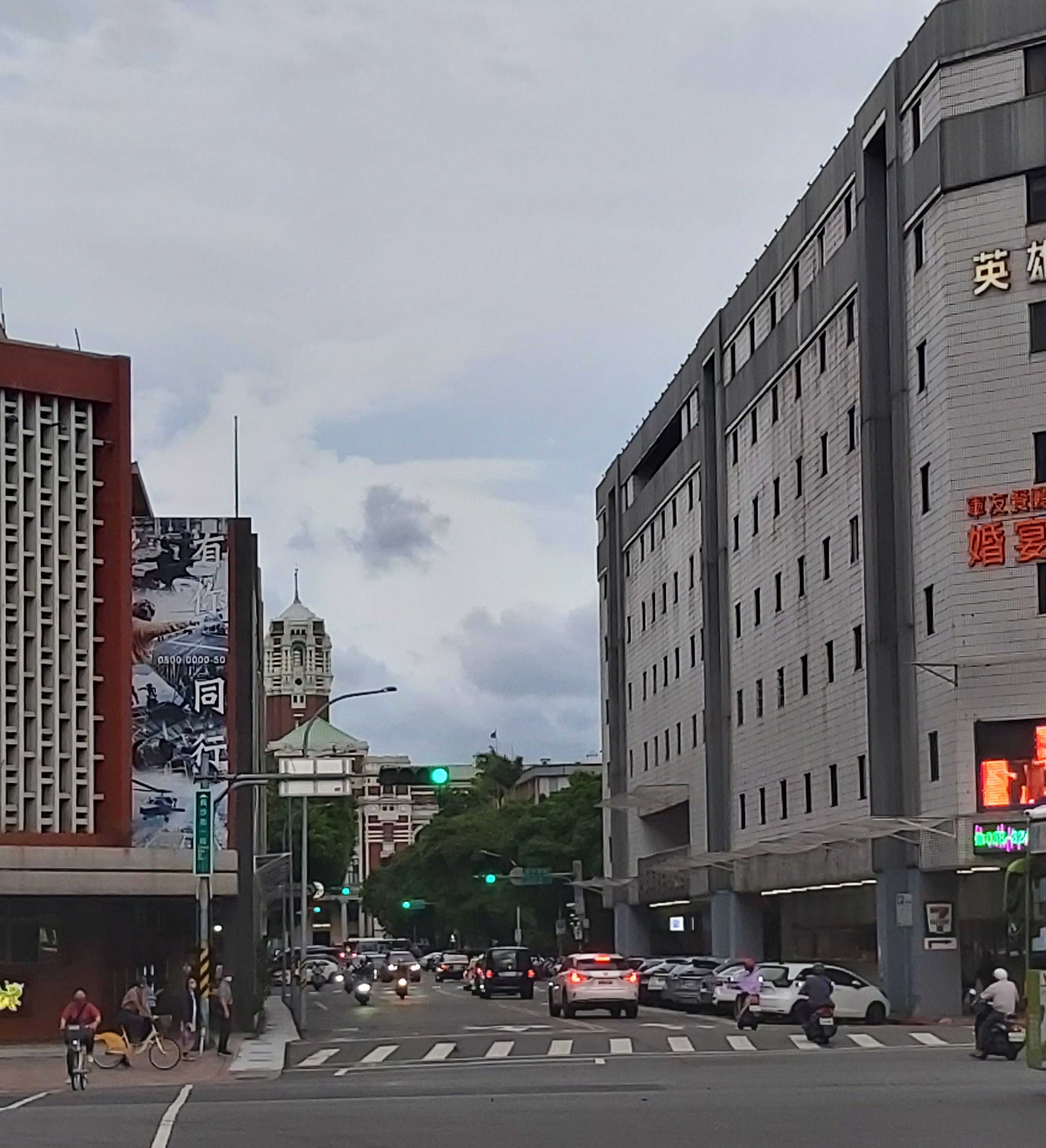
博愛警備管制区総統府の後側

博愛警備管制区は行政名称ではなく、戒厳令下で中華民国国軍が策定した軍事管制区域である。台北市内の飛行禁止区域に指定され、区域内には総統府以外に国防部、司法院、監察院、行政院、立法院、交通部、外交部、教育部、内政部、法務部、経済部、財政部、最高法院、台北地院、台北地方検察署、国家図書館、中央気象局等の政府機関及び北一女中、台北市立教育大学、弘道国中等の教育施設、二二八和平公園、介寿公園の公園が立地している。

## 政府関連建物
- 総統府
- 司法院
- 立法院
- 監察院
- 行政院
- 国防部
- 外交部
- 交通部
- 教育部
- 内政部
- 法務部
- 総統官邸
- 経済部
- 財政部
- 最高法院
- 台北地院
- 台北地方検察署（中国語版）
- 国家図書館
- 中央気象局

## 範囲
博愛警備管制区は延平南路の以東、中山南路以西、常徳街、襄陽路、宝慶路をつなぐライン以南、愛国西路以北の地域であり、旧台北城の南半分の地域に相当する。広義には中華路以東、中山南路及び羅斯福路以西、忠孝西路以南、南海路和及び平西路二段以北を意味する場合もある。

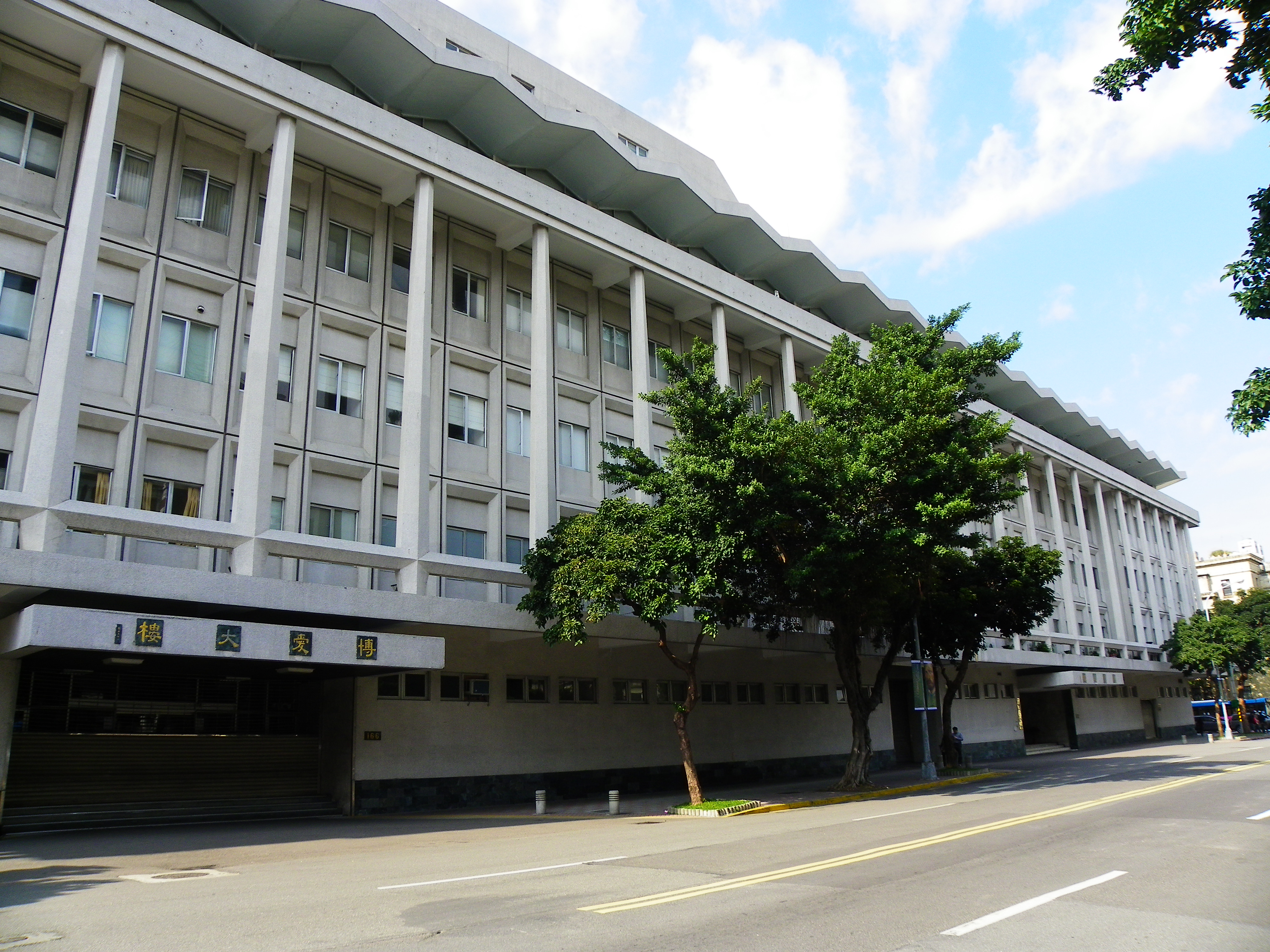
国防部
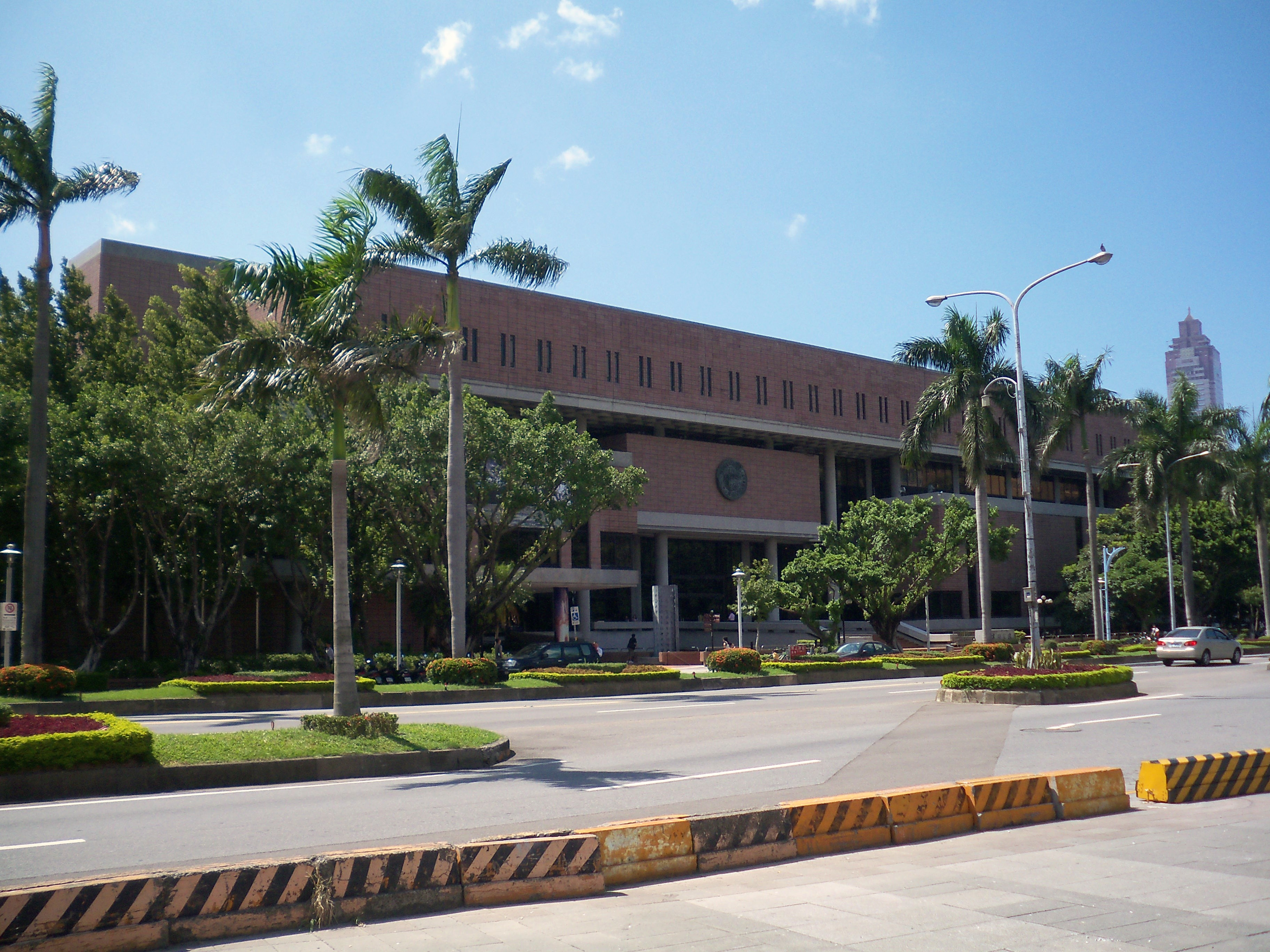
国家図書館
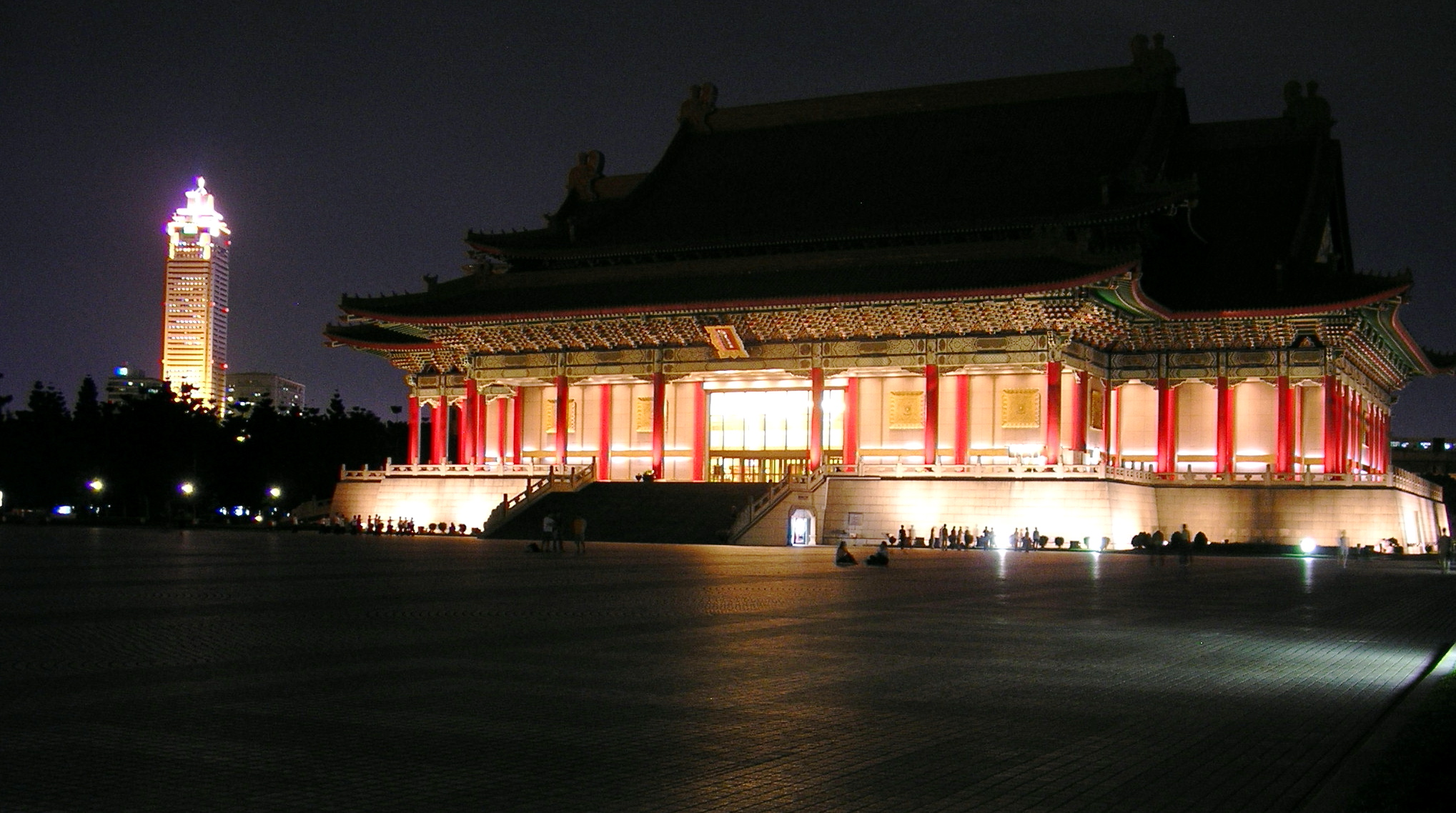
国家音楽庁
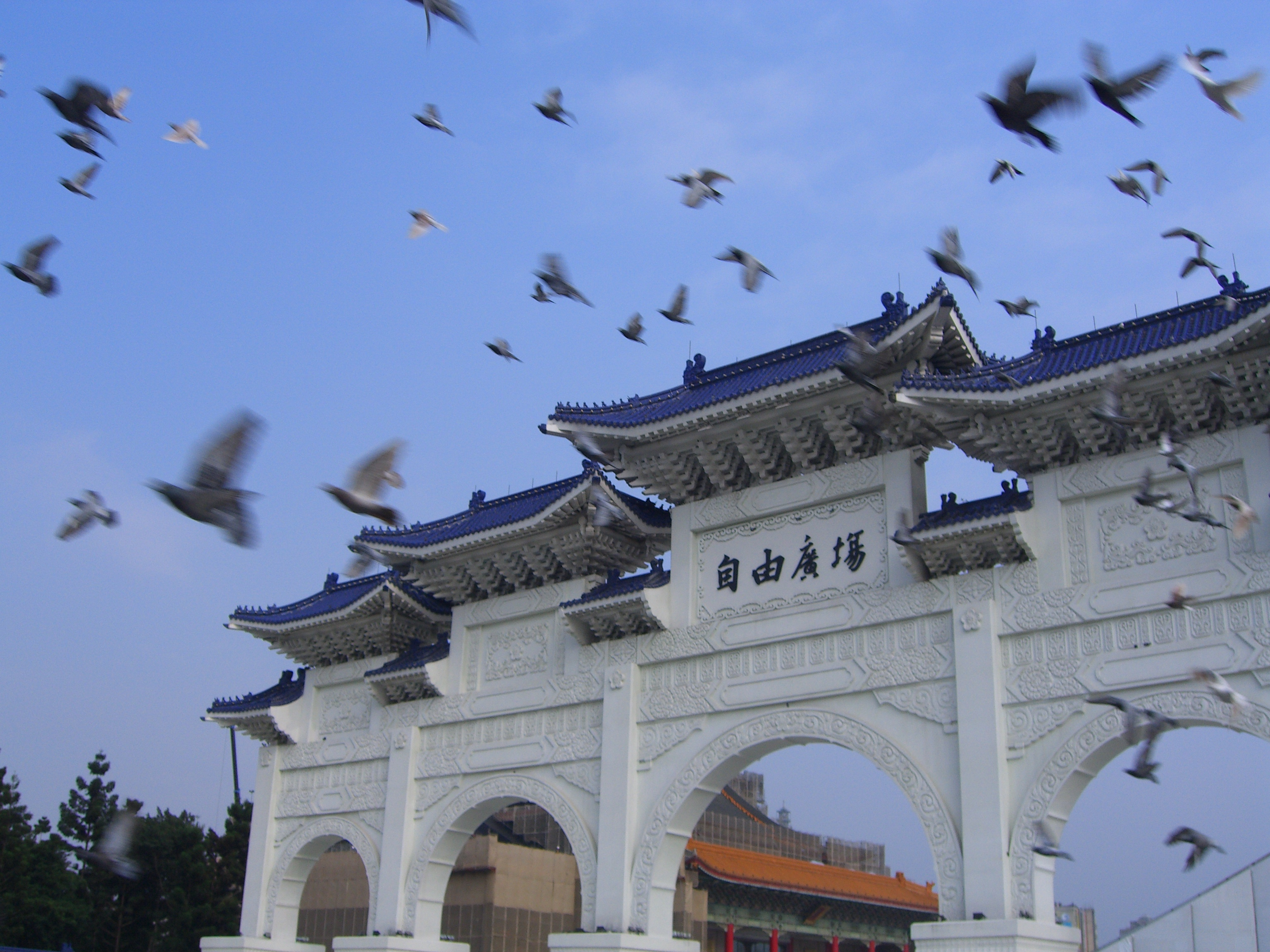
中正紀念堂
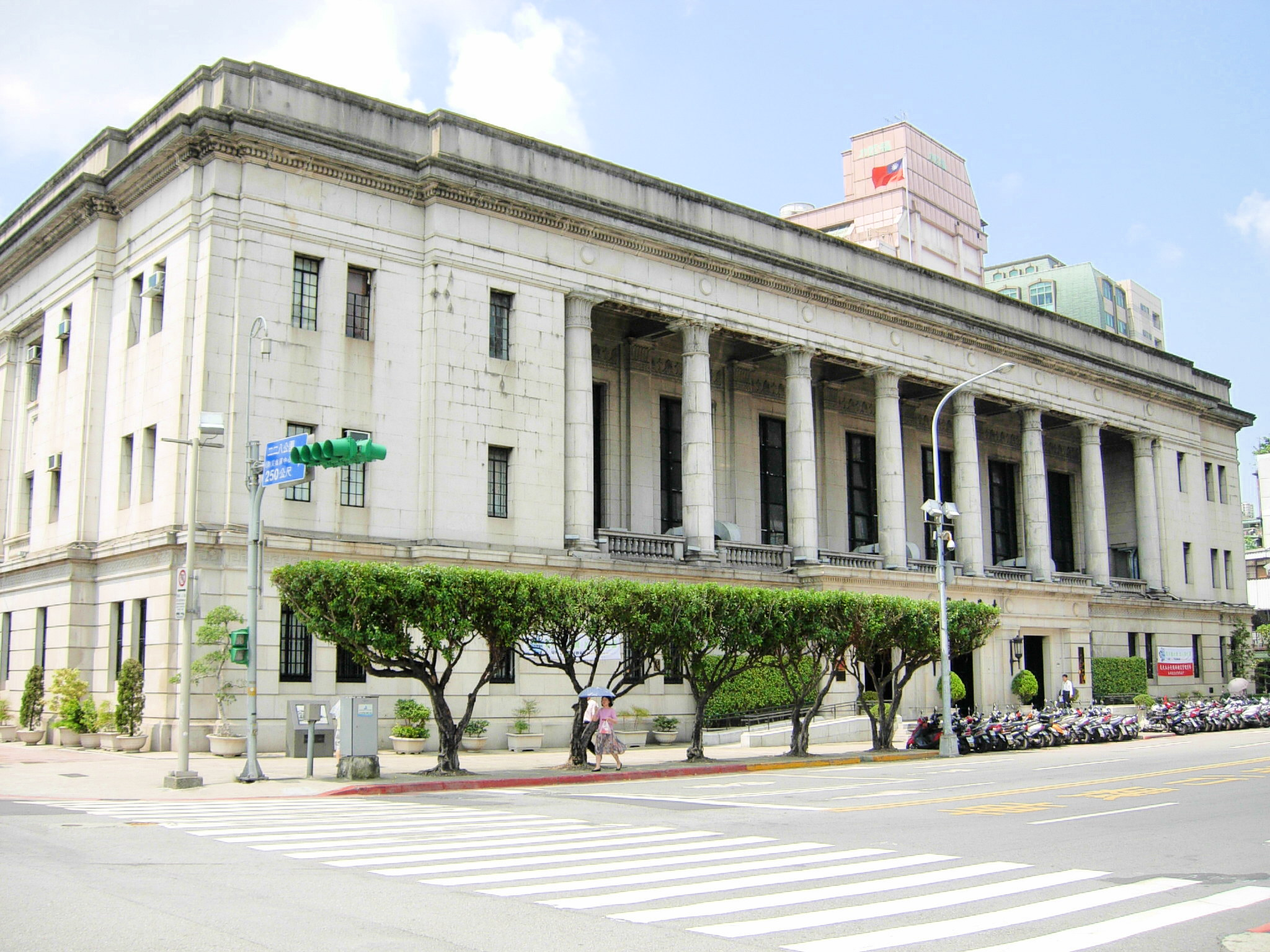
台湾銀行

## 警備状況
総統府の安全を理由に政府は博愛警備管制区に対し下記の制限を加えている。
- 総統府を中心に半径800mの範囲を飛行禁止とし、特別許可が無い限りいかなる航空機の乗り入れも許可されない。
- 公共機関及び文教機関を除き新規建築の制限。
- 新規建築を行う場合の建物高さを24m以内に制限。
- 総統府を見渡せる建物は防災関連の避難口、避難窓を除いてのドア及び窓の設置を禁止。避難口や避難窓に関しても100cm以内とし、ガラスは非透明のもの以外の使用を制限。